# مانويل أنسيزار
كان مانويل استيبان أنسيزار باستيرا (بالإسبانية: Manuel Ancízar)‏ (الذي عاش في الفترة ما بين الخامس والعشرين من كانون الأول عام 1812 والواحد والعشرين أيارعام 1882) محاميًا وكاتبًا وصحفيًا كولومبيا. أسَسّ دار نشر وصحيفة عام 1850. قبل انضمامه إلى لجنة الكوروغرافيا. كما شغل منصب وزير الخارجية الرابع للإتحاد الكنفدرالي الغرناطي، ومنصب أول عميد لجامعة كولومبيا الوطنية.

## الحياة الشخصية
ولد مانويل استيبان في الخامس والعشرين من كانون الأول عام 1812في مدينة فونتيبون، بوغوتا و يدعى أبوه خوسيه فرانسيسكو أنسيزار وزاباليتا، وهو إسباني الأصل من منطقة نبرة، وأمه هي خوانا برناردا باسترا إي أبوريريا، وهي أيضًا إسبانية الأصل من بيسكاي. أجبر والده عام 1819الذي كان يشغل منصب مسؤول قضائي وإداري محلي في زيبايرا تحت حاكم غرناطة الجديدة، خوان خوسيه دي سامانو وأوريباري خلال فترة سقوط الأندلس على الفرار من العاصمة عند هزيمة القوات الإسبانية في معركة بوياكا، ودخول قوات الجنرال سيمون بوليفار المنتصرة العاصمة. وصلت العائلة إلى كارتاهينا دي إندياس، وقضى ثلاثة من أشقاء مانويل نحبهم في الرحلة الشاقة؛ وفي عام 1821، أجبرت العائلة على الفرار مجددًا عند سقوط المعقل الإسباني أمام قوات الأدميرال خوسيه برودينسيو باديلا لوبيز. نزلت عائلة أنسيزار باستيرا هذه المرة في كوبا، والتي كانت آنذاك مستعمرة إسبانية آمنة، حيث ظلت العائلة تعاني ظروفًا صعبة جدًا بسبب الفقر كونهم لاجئين، وبعدها بسنوات قليلة توفيت والدته وآخر شقيق له.
تخرج مانويل استيبان من جامعة سانت جيروم، قسم القانون المدني عام 1832، وبعدها بعامين نال شهادة في القانون الكنسي, وتزوج في الرابع من تموزعام 1857من أغريبا سامبير اغوديلو، وهي أخت خوسيه ماريا وميغيل سامبير اغوديلو، اللذان كانا كاتبين وسياسيين بارزين في كولومبيا. أنجب مانويل وأغريبا خمسة أطفال هم: روبرتو وبابلو وإينيس وخورخي ومانويل.

## أعمال مختارة
- مانويل أنسيزار (1851) (1845) علم النفس والدروس الأخلاقية (بالإسبانية). بوغوتا: نيو جراندينو. مركز المكتبة الرقمية على الإنترنت 6559317.
- (1853). حج ألفا عبر المقاطعات الشمالية لغرناطة الجديدة، في عامي 1850 و51 (بالإسبانية:"Peregrinación de Alpha (Manuel Ancízar) por las provincias del norte de la Nueva Granada, en 1850 i 51) وبالإنجليزية.
- The Pilgrimage of Alpha (Manuel Ancízar) in the Northern Provinces of New Granada, 1850–51"). بوغوتا: أيتشافريا هيرمانوس. مركز المكتبة الرقمية على الإنترنت 3043000.